# Covesea Skerries Lighthouse
Das Covesea Skerries Lighthouse ist ein ehemaliger Leuchtturm nahe der schottischen Ortschaft Lossiemouth in der Council Area Moray. 1971 wurde das Bauwerk in die schottischen Denkmallisten in der höchsten Kategorie A aufgenommen.

## Geschichte
Nachdem 16 Schiffe alleine während eines Sturms im November 1826 verloren gingen, wurden Rufe nach der Errichtung von Leuchttürmen an den Küsten des Moray Firths laut. Die Leuchtfeuerkommission in Trinity House hielt die Installation eines Leuchtturms nahe Lossiemouth zunächst für überflüssig, unterstützte jedoch den Bau des 1830 in Betrieb genommenen Tarbat Ness Lighthouse am gegenüberliegenden Moray-Firth-Ufer.

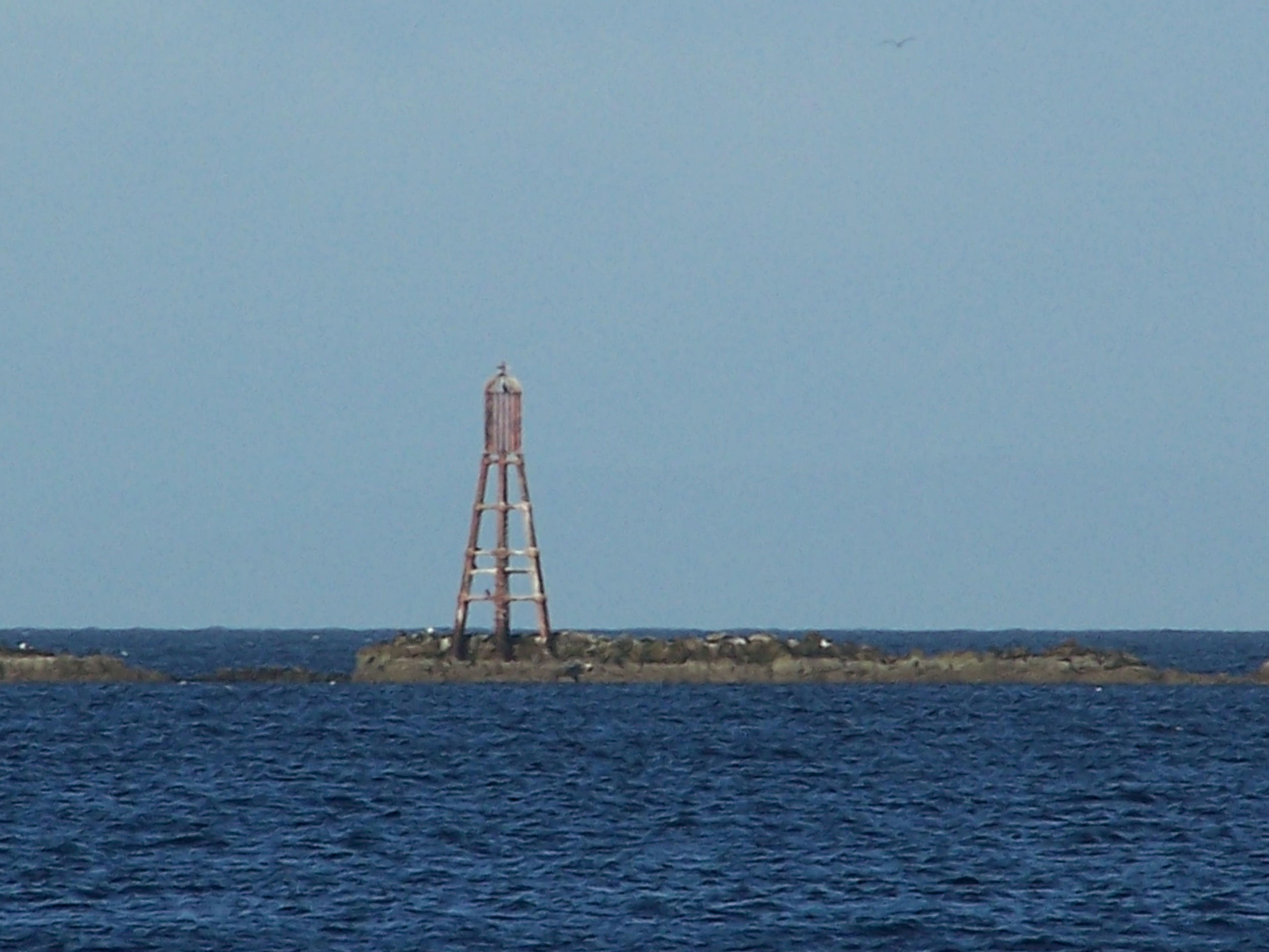
Bake auf den Halliman’s Skerries

Nach fortgesetzten Eingaben wurde schließlich der Bau des Covesea Skerries Lighthouse und einer vorgelagerten Bake beschlossen. Mit der Konzeption des Leuchtturms wurde der schottische Ingenieur Alan Stevenson betraut. Nach Baubeginn im Jahre 1845 wurde der Betrieb im folgenden Jahr aufgenommen. 1984 wurde das Covesea Skerries Lighthouse automatisiert und aus der Technikzentrale des Northern Lighthouse Boards gesteuert. Nach der Inbetriebnahme einer Radarbake am 21. Februar 2012 wurde der Betrieb des Cove Sea Skerries Lighthouse am 2. März 2012 eingestellt.
Im April 2013 wurde der Leuchtturm an die Covesea Lighthouse Community Company übertragen, welche die Anlage touristisch nutzt.

## Beschreibung
Das Covesea Skerries Lighthouse steht am Südufer des Moray Firth rund drei Kilometer westlich von Lossiemouth. Der Militärflugplatz RAF Lossiemouth liegt direkt südlich. Der siebengeschossige Leuchtturm ist rund ausgeführt mit innenliegender Wendeltreppe. Er schließt mit einer auskragenden Brüstung mit aufsitzender gläserner Laterne. Das Feuer befindet sich auf einer Höhe von 36 Metern über Grund und 49 Metern über dem Meeresspiegel. Es wurde eine blinkende weiße und rote Kennung alle 20 Sekunden ausgesandt. Die maximale Tragweite betrug 24 Seemeilen (44 Kilometer). Die vor der Automatisierung genutzte Linse befindet sich im Lossiemouth Fisheries and Community Museum.